# 哈羅德·穆雷
哈羅德·詹姆斯·魯思文·穆雷（Harold James Ruthven Murray，1868年6月24日—1955年5月16日），英國教育家，以研究象棋史、版圖遊戲歷史聞名。

## 生平
蘇格蘭裔英格蘭人，生於英格兰倫敦，是牛津英語詞典首任主編詹姆斯·穆雷十一位孩子中的長子，在磨坊山求學，並在空閒時幫助父親編輯牛津詞典，貢獻至少兩萬七千多條引用。大學時在牛津大學貝利奧爾學院研究數學。
1897年，受國際象棋棋手Baron von der Lasa鼓勵，對象棋史展開研究，並學習阿拉伯文以掌握波斯象棋的古文獻，不時在《英國國際象棋雜誌》發表研究。1913年，他出版《國際象棋史》這本巨作。1952年，又出版《A History of Board Games other than Chess》，內容為除象棋遊戲外的版圖遊戲研究。他的研究對後世有重大影響。

## 外部連結
- A History of Chess by H.J. R. Murray (1913) on Google Books
- Chess Cafe column by Tim Harding about Harold Murray.
- “The Chess Historian H.J.R. Murray” by Edward Winter （页面存档备份，存于）
- H.J.R. Murray Papers （页面存档备份，存于） at the Oxford University Bodleian Libraries
- Papers of H.J.R. Murray relating to knight's tours （页面存档备份，存于） at the Oxford University Bodleian Libraries